# Elfrid Payton
Elfrid Payton, Jr. (Gretna, Luisiana, 22 de febrero de 1994) es un jugador de baloncesto estadounidense que pertenece a la plantilla de los New Orleans Pelicans de la NBA. Con 1,91 metros de altura, juega en la posición de base. Es hijo de Elfrid Payton exjugador de la Canadian Football League.

## Trayectoria deportiva

### Instituto
Payton asistió al instituto John Ehret en Jefferson Parish, Luisiana. En su última temporada como "sénior", promedió 12,8 puntos, 5,2 asistencias y 4,1 robos por partido, mientras ayudaba al equipo a lograr un récord de 30-4. También, ganó los honores de MVP del distrito y fue nombrado en el mejor quinteto estatal del año.

### Universidad
Payton optó por asistir a la Universidad de Luisiana en Lafayette. Después de una primera temporada prometedora como freshman en los Ragin' Cajuns en 2011-12, se superó en su segundo año como sophomore, con un promedio de 15,9 puntos, 5,6 rebotes, 5,5 asistencias y 2,4 robos por partido, y fue nombrado en el mejor equipo de la Sun Belt Conference.
En su tercer año, como júnior en la 2013-14, surgió como uno de los mejores jugadores defensivos en el baloncesto universitario. Alzó los promedios en 19,2 puntos, 6 rebotes, 5,9 asistencias y 2,3 robos por partido y lideró a los Ragin' Cajuns en el torneo de la NCAA de 2014. Fue nombrado por segunda vez en el mejor equipo de la Sun Belt Conference y fue Jugador Defensivo del Año de la conferencia. Al final de la temporada, ganó el premio Lefty Driesell como jugador defensivo nacional del año. Después de esa tercera temporada, la júnior, se declaró elegible para el Draft de la NBA de 2014, renunciando a su último año universitario.

#### Estadísticas
| Año     | Equipo              | PJ  | PT | MPP  | %TC  | %3P  | %TL  | RPP | APP | ROB | TPP | PPP  |
| ------- | ------------------- | --- | -- | ---- | ---- | ---- | ---- | --- | --- | --- | --- | ---- |
| 2011–12 | Louisiana–Lafayette | 32  | 10 | 22.7 | .448 | .000 | .564 | 3.6 | 3.0 | 1.2 | .3  | 7.2  |
| 2012–13 | Louisiana–Lafayette | 33  | 33 | 35.5 | .475 | .320 | .643 | 5.6 | 5.5 | 2.4 | .6  | 15.9 |
| 2013–14 | Louisiana–Lafayette | 35  | 35 | 35.9 | .509 | .259 | .609 | 6.0 | 5.9 | 2.3 | .6  | 19.2 |
| Total   | Total               | 100 | 78 | 31.6 | .485 | .268 | .611 | 5.1 | 4.9 | 2.0 | .5  | 14.3 |

### Profesional

#### NBA
El 26 de junio de 2014, fue seleccionado en la décima posición del Draft de la NBA de 2014 por los Philadelphia 76ers. Más tarde, fue traspasado a los Orlando Magic en la noche del draft. El 2 de julio de 2014, firmó con los Magic. El 28 de octubre de 2014, hizo su debut como profesional en la NBA contra los New Orleans Pelicans, lo hizo como titular y registró 4 puntos, 5 rebotes y 7 asistencias. El 18 de marzo de 2015 logró su primer triple-doble como profesional, al conseguir 15 puntos, 12 asistencias y 10 rebotes en la derrota ante los Dallas Mavericks. Dos días después se convirtió en el primer jugador en la historia de los Magic en conseguir dos triples-dobles consecutivos, y en el primer rookie en hacerlo en la liga desde Antoine Walker en 1997, tras lograr 22 puntos, 10 rebotes y 10 asistencias ante los Portland Trail Blazers.
Durante su cuarta temporada con los Magic, el 23 de diciembre de 2017 registró la máxima anotación de su carrera con 30 puntos ante Washington Wizards. Tras cuatro temporadas en Orlando, el 8 de febrero de 2018 es traspasado a los Phoenix Suns, por un pick de la segunda ronda del Draft del 2018.
El 9 de julio de 2018 firma como agente libre con New Orleans Pelicans.
El 1 de julio de 2019, firma un contrato de $16 millones por dos años con los New York Knicks.
El 6 de agosto de 2021, se confirma su regreso a los Phoenix Suns por una temporada.

#### G-League y Puerto Rico
El 6 de febrero de 2023, se anunció que jugaría para los Osos de Manatí de la Baloncesto Superior Nacional, pero dos días después, se hacía oficial su incorporación a los Fort Wayne Mad Ants de la G League, donde disputa 11 encuentros regresando en abril a Puerto Rico.
El 29 de septiembre de 2023, firma por  Indiana Pacers, pero es cortado al día siguiente. El 28 de octubre se une a los Indiana Mad Ants de la G League.
En septiembre de 2024 firma un contrato no garantizado con New Orleans Pelicans, pero fue despedido cinco días más tarde. El 28 de octubre se incorporó a los Birmingham Squadron. El 20 de noviembre firmó nuevamente con los Pelicans. Ese mismo día debutó ante Cleveland Cavaliers, anotando 11 puntos y repartiendo 8 asistencias. El 25 de noviembre ante Indiana Pacers, en su tercer encuentro tras dos temporadas alejado de la NBA, reparte 21 asistencias, su récord personal. A pesar de eso, el 3 de diciembre fue cortado por los Pelicans, tras siete encuentros. Cuatro días más tarde se reincorporó a los Birmingham Squadron.
El 7 de febrero de 2025 firmó un contrato de 10 días con los Charlotte Hornets, renovando por otros 10 días el 18 de febrero. El 21 de marzo firmó por diez días con los New Orleans Pelicans, renovando por otros diez días el 31 de marzo, y firmando por dos años el 11 de abril.

## Selección nacional
En el verano de 2013, disputó y ganó el oro con la selección júnior estadounidense en el Mundial Sub-19 celebrado en la República Checa. Promedió 6,1 puntos y 3,3 rebotes en los 9 partidos disputados.

## Estadísticas de su carrera en la NBA

### Temporada regular
| Año     | Equipo      | PJ  | PT  | MPP  | %TC  | %3P  | %TL  | RPP | APP | ROB | TPP | PPP  |
| ------- | ----------- | --- | --- | ---- | ---- | ---- | ---- | --- | --- | --- | --- | ---- |
| 2014-15 | Orlando     | 82  | 63  | 30.4 | .425 | .262 | .551 | 4.3 | 6.5 | 1.7 | .2  | 8.9  |
| 2015-16 | Orlando     | 73  | 69  | 29.4 | .436 | .326 | .589 | 3.6 | 6.4 | 1.2 | .3  | 10.7 |
| 2016-17 | Orlando     | 82  | 58  | 29.4 | .471 | .274 | .692 | 4.7 | 6.4 | 1.0 | .5  | 12.7 |
| 2017-18 | Orlando     | 44  | 44  | 28.6 | .520 | .373 | .632 | 4.0 | 6.3 | 1.5 | .4  | 13.0 |
| 2017-18 | Phoenix     | 19  | 19  | 29.0 | .435 | .200 | .685 | 5.3 | 6.2 | 1.0 | .3  | 11.8 |
| 2018-19 | New Orleans | 42  | 42  | 29.8 | .434 | .314 | .743 | 5.2 | 7.6 | 1.0 | .4  | 10.6 |
| 2019-20 | New York    | 45  | 36  | 27.7 | .439 | .203 | .570 | 4.7 | 7.2 | 1.6 | .4  | 10.0 |
| 2020-21 | New York    | 63  | 63  | 23.6 | .432 | .286 | .682 | 3.4 | 3.2 | .7  | .1  | 10.1 |
| 2021-22 | Phoenix     | 50  | 1   | 11.0 | .383 | .222 | .375 | 1.8 | 2.0 | .5  | .1  | 3.0  |
| 2024-25 | New Orleans | 18  | 7   | 21.6 | .366 | .167 | .571 | 3.7 | 8.1 | 1.0 | .4  | 4.4  |
| 2024-25 | Charlotte   | 6   | 2   | 20.6 | .143 | —    | —    | 2.2 | 3.3 | 1.0 | .5  | 1.0  |
| Total   | Total       | 524 | 404 | 26.5 | .444 | .286 | .623 | 4.0 | 5.8 | 1.2 | .3  | 9.8  |

### Playoffs
| Año   | Equipo   | PJ | PT | MPP | %TC  | %3P | %TL  | RPP | APP | ROB | TPP | PPP |
| ----- | -------- | -- | -- | --- | ---- | --- | ---- | --- | --- | --- | --- | --- |
| 2021  | New York | 2  | 2  | 6.5 | .000 | —   | .500 | .0  | .5  | .5  | .0  | .5  |
| 2022  | Phoenix  | 2  | 0  | 3.8 | .667 | —   | —    | .0  | 1.5 | .0  | .0  | 2.0 |
| Total | Total    | 4  | 2  | 5.2 | .250 | —   | .500 | .0  | 1.0 | .3  | .0  | 1.3 |